# DNA 필름스
Franchise Holder Limited는 DNA 필름스라는 상호로 운영되는 영국의 영화 제작사로, 1997년 앤드류 맥도널드와 던컨 케네워시가 설립했다. 알렉스 가랜드 감독의 영화를 제작한 것으로 가장 잘 알려져 있다. 또한 월트 디즈니 텔레비전과 함께 DNA TV Limited라는 텔레비전 부서도 운영하고 있다.

## 위치
DNA 필름스는 영국에 위치한 가장 성공적인 제작사 중 하나이다. DNA 필름스는 런던에 위치해 있다.

## 필모그래피

### 영화 제작
- 트레인스포팅 (1996)
- 뷰티풀 크리처스 (2000)
- 스트릭틀리 시나트라 (2001)
- 더 패롤 오피서 (2001)
- 하트랜즈 (2002)
- 더 파이널 커튼 (2002)
- 28일 후 (2002)
- 러브 액츄얼리 (2003)
- 세퍼레이트 라이스 (2005)
- 노트 온 스캔들 (2006)
- 히스토리 보이스 (2006)
- 라스트 킹 (2006)
- 선샤인 (2007)
- 28주 후 (2007)
- 네버 렛 미 고 (2010)
- 저지 드레드 (2012년 영화) (2012) (IM 글로벌, 라이언스게이트, 릴라이언스 빅 픽처스, IMAX 및 엔터테인먼트 필름 디스트리뷰터스와 공동 제작)
- 선샤인 온 리스 (2013)
- 엑스 마키나 (2014)
- 성난 군중으로부터 멀리 (2015)
- T2: 트레인스포팅 2 (2017)
- 서던 리치: 소멸의 땅 (2018)
- 알렉스 퍼거슨: 네버 기브 인 (2021)
- 멘 (2022)
- 시빌 워: 분열의 시대 (2024)
- 워페어 (2025)
- 28년 후 (2025)
- 28년 후: 더 본 템플 (2026)

### 텔레비전
- 데브스 (2020)
- 블랙 나르키소스 (2020)
- 쇼군 (2024)